# Публий Марий
Публий Марий (лат. Publius Marius) — римский политический деятель и сенатор середины I века.
В 62 году, в эпоху правления императора Нерона, Публий Марий занимал должность ординарного консула. Его коллегой по консулату был Луций Афиний Галл.